# Peniculus asinus
Peniculus asinus är en kräftdjursart som beskrevs av Zbigniew Kabata och Wilkes 1977. Peniculus asinus ingår i släktet Peniculus och familjen Pennellidae. Inga underarter finns listade i Catalogue of Life.